# Taharana triangulata
Taharana triangulata är en insektsart som beskrevs av Nielson 1982. Taharana triangulata ingår i släktet Taharana och familjen dvärgstritar. Inga underarter finns listade i Catalogue of Life.